# Мицо Асень
Ми́цо Асе́нь — крупный феодал, болгарский царь в 1256—1257 годах.
Зять болгарского царя Ивана Асеня II — муж его дочери Марии.

## Предыстория
Мицо был зятем царя Болгарии Ивана Асеня II. Он был женат на его дочери Марии, что дало ему право принимать участие в созданном в 1241 году регентском совете при несовершеннолетнем царе Коломане I. Последний был в итоге отравлен, и ему наследовал также малолетний Михаил I Асень, сын Ивана Асеня II от брака с Ириной Комниной.

## Правление
В 1256 году во время охоты Михаил I Асень был убит. Трон на некоторое время занял его двоюродный брат Коломан II Асень. Новый царь столкнулся с сильным врагом — отцом царицы князем Ростиславом Михайловичем Галицким. Он вторгся в Болгарию, изгнал Коломана из столицы, но не получил поддержки знати и был вынужден уйти.
Коломан II Асень был вскоре убит, и претендентами на трон стали Ростислав Михайлович и крупные феодалы Константин Тих и Мицо. Согласно Никифору Григора, бояре поддержали Мицо как наиболее близкого по родству к Ивану Асеню II.
Вскоре, однако, Мицо потерял поддержку знати. Причина была в том, что бояре видели неспособность нового царя эффективно править. Все больше бояр стали обособляться от центральной власти.
Претендент на власть Константин Тих увидел в этом возможность укрепить свои позиции. Он также воспользовался тем, что царь увеличил налоговую нагрузку на рядовых граждан, что ещё больше подорвало позиции верховного правителя.
Мицо стало известно о готовящемся против него заговоре, и он удалился в Преслав, где продолжал носить титул царя и чеканил монеты с надписью «царь Мицо».

## Гражданская война
Под управлением Мицо оставалась большая часть восточной Болгарии. До 1263 года он вел войну против Константина Тиха. Изначально боевые действия были успешны для него. Константин Тих даже был вынужден обратиться за помощью к византийскому гарнизону крепости Станимака.
Однако постепенно Мицо терял свои позиции и был вынужден заключить договор с Византией. Тем не менее в 1264 году Мицо был вынужден бежать в Месембрию, где какое-то время пытался удержать власть, но безуспешно. В итоге с разрешения Михаила VIII Палеолога он получил убежище в особняке под Троей.

## Царские монеты
Монеты, отчеканенные Мицо Асенем, изображали его со скипетром в правой руке и большим крестом в левой, а также короной на голове. На обратной стороне монет изображался святой Николай — покровитель моряков (родовые земли Мицо, в частности, Месемврия, располагались на побережье).

## Семья
Известно двое детей Мицо от Марии:
1. сын Иван Асень III, царь Болгарии
2. дочь Мария (Кира Мария), вторая жена царя Георгия I Тертера.

## Ссылка
- Detailed List of Bulgarian Rulers